# Palacio de Beniel
El Palacio del Marqués de Beniel se considera el edificio civil más importante de la ciudad de Vélez-Málaga, en la provincia de Málaga. Se trata de un palacio del siglo XVII que actualmente alberga la sede de la Fundación María Zambrano y la Concejalía de Cultura del Ayuntamiento de Vélez-Málaga.

## Historia

### Antecedentes
Toda la historia de este edificio comienza con la unión de dos familias, los Molina de Murcia y los Medrano de Soria. El 20 de enero de 1536 en San Sebastián, Antonio de Molina junto con otros cuatro caballeros, acabaron con la vida de Alonso Carrillo de Albornoz, y como consecuencia se vio obligado a desterrarse refugiándose en Vélez-Málaga. Así fue como comenzaron las relaciones entre Vélez y Beniel. Antonio era hijo de Alonso de Molina, Jurado de la Ciudad de Murcia y caballero de merecida fama, y de Leonor Rodríguez de Carrión. 
En Vélez-Málaga, Antonio de Molina contrajo matrimonio con María de Medrano, hija del alcaide de su fortaleza Juan de Medrano y de Francisca de Barrionuevo, ambos naturales de Soria y llegados en el siglo XV con la conquista de Granada. Antonio consiguió un título de regidor del Ayuntamiento veleño, apareciendo ya como tal en las actas capitulares de 1562, sirviendo él mismo hasta 31 de enero de 1570 en que renunció al cargo en el mayor de sus hijos, Juan. Ambos fueron Capitanes para la guarda y defensa de la ciudad de Cabildo en la Rebelión de los Moriscos.
Otro de los hijos de Antonio, fue Alonso de Molina de Medrano (1549-1616). Existen autores que afirman que fue Colegial en el Mayor de Sevilla, algo que se contradice con su expediente de Caballero de Santiago, donde aparecen referencias a las pruebas de limpieza de sangre que se realizaron para entrar como colegial en Granada. Inquisidor en Córdoba y Zaragoza, ciudad en la que se hallaba en 1591 durante la revuelta popular relacionada con la prisión de Antonio Pérez y Juan Francisco Mayorini en la que jugó un papel decisivo, por lo que fue promovido al Consejo Real de Indias (1592) y posteriormente fue nombrado Caballero de Santiago. También fue comendador de Benazusa y de Villafranca, consejero de la Cámara de Indias y embajador en Lisboa (1601). Se casó con Francisca de Hinojosa y Montalvo, con la que no tuvo descendencia.

### Construcción del palacio
Alonso Molina de Medrano mandó a construir un palacio que sirviera de residencia. El contrato se firmó en Málaga un 6 de diciembre de 1609, la obra se levantaría conforme a un plano entregado al consejero real Luis Tello Eraso, por el comendador con todas las directrices a seguir, y que desgraciadamente no se adjuntó a la escritura. Las obras de la casa empezaron en enero de 1610, de las que no se tiene más noticias hasta julio de 1612, fecha en la que la obra se encuentra prácticamente terminada, aunque quedaron algunas obras pendientes por hacer. Las últimas obras de las que se tiene constancia constan del año 1616 con la reparación del tejado del salón principal. El coste final fue de 3275 ducados. 
Al no tener hijos, una manera de conservar lo que dejaba en un solo patrimonio era fundar un mayorazgo, y tras su muerte legó su mayorazgo y posesiones a sus sobrinos, los marqueses de Beniel, localidad del mismo nombre en Murcia de la que proviene su nombre. Alonso testó en Madrid y falleció en 1616, siendo trasladados sus restos a la capilla mayor del Real Convento de Santiago de Vélez-Málaga, donde ya reposaban los restos de sus padres, de la que era patrono y que formaba parte del mayorazgo que fundó.

### Propiedad municipal
En 1861 en la ciudad de Alicante, Escolástica Palavicino, marquesa viuda de Beniel y Peñacerrada, otorgó poder a Juan Nepomuceno Enríquez, vecino de Vélez-Málaga y Diputado Provincial, para que procediese a otorgar la escritura de venta de la casa palacio propiedad de Antonio Pascual, marqués de Beniel y Peñacerrada, a favor del Excmo. Ayuntamiento de Vélez-Málaga.
Como propiedad municipal tuvo múltiples destinos: alhóndiga, Instituto Libre Municipal de Segunda Enseñanza en 1871, y a partir de 1877 convivieron además los Juzgados de Primera Instancia y Municipal, el Registro Civil, Correos y Telégrafos y el Batallón de Infantería de Depósito. En 1899 se desaloja el palacio para convertirlo en ayuntamiento, permaneciendo como tal hasta 1982. 
En el año 1988 este edificio ya está totalmente restaurado y se convierte en la sede de la Fundación María Zambrano, situada en la planta alta, donde hoy día se pueden visitar los fondos de la pensadora, los cuales fueron donados a la ciudad, así como su magnífica biblioteca. También alberga la Concejalía de Cultura del Ayuntamiento de Vélez-Málaga.

## Descripción
Al posicionarnos ante este palacio, se pueden observar los escudos nobiliarios flanqueando la entrada principal, reseña del marquesado. Artísticamente, el resultado fue un edificio con portada manierista claramente influenciado por las obras de Sebastián de Serlio, a quién Molina Medrano debió tener especial admiración, donde se aprecia la libertad del carácter protobarroco. Una escalera imperial con cubierta de carácter renacentista, de dos plantas más el ático, en el patio encontramos columnas labradas en piedra de una sola pieza que sostienen arcos de medio punto, de signo clásico y tradición mudéjar reactivada en el barroco, balcones de forja, artesonado de madera en el interior subiendo desde el patio a la primera planta. 
En la actualidad, cuenta con una sala de exposición permanente, con un archivo municipal donde se pueden consultar documentos históricos, fotografías, periódicos y otros testimonios representativos del pasado de Vélez-Málaga. El edificio tiene una sala dedicada al poeta y pintor veleño Joaquín Lobato, quien también donó todo su patrimonio al ayuntamiento. En la sala se muestran los trabajos realizados por los escolares sobre el autor.
También podemos encontrar en el patio central algunos de los restos hallados en los yacimientos del municipio. En el edificio se pueden celebrar ceremonias como bodas civiles, exposiciones, actos culturales y también es usado como colegio electoral. El inmueble está conectado por su parte posterior con el Centro de Estudios del Exilio, que cuenta con un salón de actos con capacidad para 250 personas.